# NGC 4371
NGC 4371 је спирална галаксија у сазвежђу Девица која се налази на NGC листи објеката дубоког неба.
Деклинација објекта је + 11° 42' 15" а ректасцензија 12h 24m 55,4s. Привидна величина (магнитуда) објекта NGC 4371 износи 11,0 а фотографска магнитуда 11,9. Налази се на удаљености од 15,700 милиона парсека од Сунца. NGC 4371 је још познат и под ознакама UGC 7493, MCG 2-32-33, CGCG 70-57, VCC 759, PGC 40442.